# Henrik Vedel
Severin Henrik August Vedel (* 20. Mai 1867 in Kopenhagen; † 25. August 1932) war ein dänischer Politiker, Departementschef, Ratsvorsitzender und Innenminister im Kabinett Friis.
Vedel war der Sohn von Peter, Departementschef im Außenministerium, und Fanny V. A. Hebbe. 1884 legte er sein Abitur an der Metropolitanskolen ab, 1889 wurde er cand. jur. Ab 1919 war Vedel Vorsitzender des Sozialrates, von 1922 bis 1925 Vorsitzender des Arbeitsausschusses des Innenministeriums.

## Auszeichnungen
- 1908: Ritterkreuz des Dannebrogordens
- 1911: Dannebrogsmændenes hæderstegn
- 1914: Komtur II. Klasse des Dannebrogordens
- 1921: Komtur I. Klasse des Dannebrogordens
- 1925: Fortjenstmedaljen I. Klasse